# V.League Division 1 (damer)
V.League Division 1 är den översta serien inom volleyboll i Japan och avgör vilket lag som blir japanska mästare. Tävlingen organiseras av Japans volleybollförbund.

## Resultat per säsong[1]
| Mellan 1967 och 1994 kallades tävlingen Japan League     |                        |                     |                     |
| 1967-68 mer information                                  | Hitachi Musashi        | Yashica             | Unitika Phoenix     |
| 1968-69 mer information                                  | Hitachi Musashi        | Yashica             | Unitika Phoenix     |
| 1969-70 mer information                                  | Unitika Phoenix        | Yashica             | Toyobo Moriguchi    |
| 1970-71 mer information                                  | Unitika Phoenix        | Hitachi Musashi     | Yashica             |
| 1971-72 mer information                                  | Unitika Phoenix        | Yashica             | Hitachi Musashi     |
| 1972-73 mer information                                  | Yashica                | Hitachi Musashi     | Unitika Phoenix     |
| 1973-74 mer information                                  | Hitachi Musashi        | Kanebo              | Yashica             |
| 1974-75 mer information                                  | Hitachi Musashi        | Kanebo              | Yashica             |
| 1975-76 mer information                                  | Hitachi                | Unitika Phoenix     | Sanyo Electric      |
| 1976-77 mer information                                  | Hitachi                | Unitika Phoenix     | Sanyo Electric      |
| 1977-78 mer information                                  | Hitachi                | Unitika Phoenix     | Kanebo              |
| 1978-79 mer information                                  | Kanebo                 | Hitachi             | Unitika Phoenix     |
| 1979-80 mer information                                  | Unitika Phoenix        | Kanebo              | NEC Corporation     |
| 1980-81 mer information                                  | Unitika Phoenix        | Toyobo              | Hitachi             |
| 1981-82 mer information                                  | Hitachi                | Unitika Phoenix     | Toyobo              |
| 1982-83 mer information                                  | Hitachi                | Unitika Phoenix     | Toyobo              |
| 1983-84 mer information                                  | Hitachi                | Toyobo\|            | Ito Yokado          |
| 1984-85 mer information                                  | Hitachi                | Toyobo              | NEC Corporation     |
| 1985-86 mer information                                  | Hitachi                | Daiei               | NEC Corporation     |
| 1986-87 mer information                                  | Hitachi                | NEC Corporation     | Daiei               |
| 1987-88 mer information                                  | NEC Corporation        | Hitachi             | Ito Yokado          |
| 1988-89 mer information                                  | Hitachi                | Unitika Phoenix     | Ito Yokado          |
| 1989-90 mer information                                  | Ito Yokado             | Unitika Phoenix     | NEC Corporation     |
| 1990-91 mer information                                  | Hitachi Belle Fille    | Ito Yokado          | NEC Corporation     |
| 1991-92 mer information                                  | Hitachi Belle Fille    | Ito Yokado          | Daiei               |
| 1992-93 mer information                                  | Hitachi Belle Fille    | Unitika Phoenix     | Ito Yokado          |
| 1993-94 mer information                                  | Hitachi Belle Fille    | Daiei               | Ito Yokado Priaulx  |
| Mellan 1994 och 2006 kallades tävlingen V.League         |                        |                     |                     |
| 1994-95 mer information                                  | Daiei Orange Attackers | Unitika Phoenix     | Hitachi Belle Fille |
| 1995-96 mer information                                  | Unitika Phoenix        | NEC Red Rockets     | Toyobo              |
| 1996-97 mer information                                  | NEC Red Rockets        | Toyobo              | Denso Airybees      |
| 1997-98 mer information                                  | Daiei Orange Attackers | NEC Red Rockets     | Unitika Phoenix     |
| 1998-99 mer information                                  | Toyobo                 | Hitachi Belle Fille | NEC Red Rockets     |
| 1999-00 mer information                                  | NEC Red Rockets        | Toyobo              | Unitika Phoenix     |
| 2000-01 mer information                                  | Toyobo                 | Hisamitsu Springs   | NEC Red Rockets     |
| 2001-02 mer information                                  | Hisamitsu Springs      | NEC Red Rockets     | Pioneer Red Wings   |
| 2002-03 mer information                                  | NEC Red Rockets        | Takefuji Bamboo     | Toray Arrows        |
| 2003-04 mer information                                  | Pioneer Red Wings      | Toray Arrows        | Hisamitsu Springs   |
| 2004-05 mer information                                  | NEC Red Rockets        | Pioneer Red Wings   | Denso Airybees      |
| 2005-06 mer information                                  | Pioneer Red Wings      | Hisamitsu Springs   | Takefuji Bamboo     |
| Mellan 2006 och 2018 kallades tävlingen V.Premier League |                        |                     |                     |
| 2006-07 mer information                                  | Hisamitsu Springs      | JT Marvelous        | Pioneer Red Wings   |
| 2007-08 mer information                                  | Toray Arrows           | Denso Airybees      | Hisamitsu Springs   |
| 2008-09 mer information                                  | Toray Arrows           | Hisamitsu Springs   | NEC Red Rockets     |
| 2009-10 mer information                                  | Toray Arrows           | JT Marvelous        | Denso Airybees      |
| 2010-11 mer information                                  | JT Marvelous           | Toray Arrows        | Hisamitsu Springs   |
| 2011-12 mer information                                  | Toray Arrows           | Hisamitsu Springs   | Denso Airybees      |
| 2012-13 mer information                                  | Hisamitsu Springs      | Toray Arrows        | Okayama Seagulls    |
| 2013-14 mer information                                  | Hisamitsu Springs      | Okayama Seagulls    | Toray Arrows        |
| 2014-15 mer information                                  | NEC Red Rockets        | Hisamitsu Springs   | Saitama Ageo Medics |
| 2015-16 mer information                                  | Hisamitsu Springs      | Hitachi Rivale      | Toray Arrows        |
| 2016-17 mer information                                  | NEC Red Rockets        | Hisamitsu Springs   | Hitachi Rivale      |
| 2017-18 mer information                                  | Hisamitsu Springs      | JT Marvelous        | Toyota Queenseis    |
| Efter 2018 kallas tävlingen V.League Division 1          |                        |                     |                     |
| 2018-19 mer information                                  | Hisamitsu Springs      | Toray Arrows        | JT Marvelous        |
| 2019-20 mer information                                  | JT Marvelous           | Okayama Seagulls    | Saitama Ageo Medics |
| 2020-21 mer information                                  | JT Marvelous           | Toray Arrows        | NEC Red Rockets     |
| 2021-22 mer information                                  | Hisamitsu Springs      | JT Marvelous        | Toray Arrows        |

## Resultat per klubb
| Klubb                  | Antal titlar | Vunna säsonger |
| ---------------------- | ------------ | --- |
| Hitachi Belle Fille    | 18           | 1967/68, 1968/69, 1973/74, 1974/75, 1975/76, 1976/77, 1977/78, 1981/82, 1982/83, 1983/84 1984/85, 1985/86, 1986/87, 1988/89, 1990/91, 1991/92, 1992/93, 1993/94 |
| Hisamitsu Springs      | 8            | 2001/02, 2006/07, 2012/13, 2013/14, 2015/16, 2017/18, 2018/19, 2021/22                                                                                          |
| NEC Red Rockets        | 7            | 1987/88, 1996/97, 1999/00, 2002/03, 2004/05, 2014/15, 2016/17                                                                                                   |
| Unitika Phoenix        | 6            | 1969/70, 1970/71, 1971/72, 1979/80, 1980/81, 1995/96 |
| Toray Arrows           | 4            | 2007/08, 2008/09, 2009/10, 2011/12 |
| JT Marvelous           | 3            | 2010/11, 2019/20, 2020/21 |
| Toyobo Orchis          | 2            | 1998/99, 2000/01 |
| Daiei Orange Attackers | 2            | 1994/95, 1997/98 |
| Pioneer Red Wings      | 2            | 2003/04, 2005/06 |
| Yashica                | 1            | 1972/73 |
| Kanebo                 | 1            | 1978/79 |
| Ito Yokado Priaulx     | 1            | 1989/90 |